# 地盤
地盤（じばん、英: ground、あるいはsoilground）とは、構築物（橋脚や建物等）の基礎を支える地面（地殻の表層部）のことである。

## 概説
地盤専門の学会として、地盤工学会が存在する。「地盤」という用語・概念は、必ずしも分野を越えて共通の明確な定義があるというわけでもないが、慣例的には、建設工学的な立場からの用法が採用されている（他にも、土質工学的な観点からの用法もある）。
一般に、地盤が支持していることによって初めて、様々な構造物（建造物・建築物）はその形状や位置を保っている。地震発生時等に地盤の良し悪しによって、建造物・建築物が影響をあまり受けずに長い年月にわたり安定して存続したり、逆に大きな影響を受けて一挙に崩壊したりしてしまう。地すべりなど土砂災害を含めて、災害の被害の大きさ、構造物の命運を大きく分けることにもつながる、とても大切な要素である。
地盤の柔らかい地域は、地震発生時に地盤が固い地域よりも震度が大きくなることが、様々な観測や研究によって明らかにされている（表層地盤増幅率）。
軟らかい軟弱地盤は、沖積平野に広く分布しており、海岸近くの埋立地も同様である。こうした軟弱地盤では、地震発生時などに液状化現象が起きる可能性がある。その他にもかつて河川や沼地、水田だった場所なども軟弱地盤となっており、たとえ内陸部であってもやはり液状化現象が起こる可能性がある。
なお、新潟県中越地震は、比較的地盤の固い地域で起きた地震の例としてあげられる。
降雨が続くと地盤のうち土の部分は次第に水を含み、軟弱化する傾向がある。こうした現象を「地盤がゆるむ」と表現する。傾斜地や崖状の場所では、降雨が続くと まず地盤がゆるみ、さらに降雨が続くとやがて地盤がズレ落ちてしまうことや土石流となってしまうことがある（土砂災害）。
地盤が沈下する現象（位置が下がる、標高が下がってしまう現象）が起きることがある。これを地盤沈下という。発生原因としては例えば、地殻変動、堆積物の自然収縮、地下水の過度の汲み上げ等がある。
日本では何度も関連法規が改定・改善されてきた歴史がある。2000年には、建築物を造る前に当該地盤を測定調査することが義務づけられた。

### 人工地盤
構造物の表層や上部などに人工的に造られた地盤を人工地盤という。
これにはまったく新しい土地を造成する埋立地や、土地を削ったり盛土をしたりして自然土壌との繋がりが少なくなった地表面・地盤も含まれる。
人工地盤の例としては、上部空間を有効活用（立体的利用）するために複数の建物の上層レベル（2階以上）を人工地盤で連結するケースや人工地盤により上部空間に公園を造成するケース（屋上公園とは異なる）などがある。
また、津波対策として人工地盤により高台を構築し、その上に避難場所を設けたり、建物等を建設したりすることも提案されている。

## 地盤情報データベースなどの確認
インフラストラクチャーやビル・工場などの建設に際しては、業務として地盤の確認や改良が行われる。一般人が住宅などの購入や既に住んでいる住宅の防災対策を検討する際も、該当物件の地盤の状態を確認する必要を感じることが多い。
一般社団法人・国土地盤情報センターが2018年9月から国土地盤情報データベースの運用を始める等、各種の機関・団体が日本各地の地盤情報をインターネットで公開している。
上記のほか、国土交通省が監修している土地条件図を確認する、という方法がある。水色、オレンジ色などに色分けされており、建築や建設の観点からの地盤関連の情報が判るものである。例えばある場所が同図で青色に彩色されていれば、かつてその場所は「水と関係のある場所」（沼、沢、水田等）であったことがわかる。
他にも、農林水産省から公開されている過去の土地利用を表した図（地図）も利用できる。これによって、ある場所が例えば明治時代に宅地だったのか、水田だったのか、沼地だったのか等が確認できる。
また、図面や地図が確認できない段階では、その土地の地名が過去の土地・地盤の状態を示すヒントとなることも多い。例えば地名が「～沼」となっていれば、以前は沼があったか周囲に沼が多かった可能性が高い。また、例えば「〜沢」であれば、かつて沢のような水の流れがその場所や周囲にあった可能性が高く、「〜窪」であれば窪地（かつ湿地）であった可能性、また地名に「田」がついていれば水田や田畑であった可能性が高い。

## 比喩的用法
「地盤」という語は、比喩的に「勢力圏」という意味でも使用される。
例えば、政治の分野では、「共和党の地盤」「労働党の地盤」というように、ある政党や議員を支持する有権者が多い地域、あるいは政党や議員の支援組織や支援団体を指すことがある。議員の支持者が減ることや支持率が下がることを比喩的に「地盤沈下」と言うこともある。また、選挙で当選するのに必要な三バンの一つに数えられる。
なお、ある選挙区である候補者が立候補しているものの、その選挙区がその候補者にとってはまだ地盤とは言えないような状態の場合、そうした候補者を、支持する確固たる地盤がまだ無い状態、現状は空中に浮いているような状態だがやがて地面に軟着陸して地盤を確保しようとしている状態ととらえて「落下傘候補」と表現することがある。